# 賈拉克
賈拉克是伊朗的城市，位於該國東南部，由錫斯坦－俾路支斯坦省負責管轄，毗鄰與巴基斯坦接壤的邊境，海拔高度866米，2006年人口13,903，居民主要是俾路支人。